# Эскобар Айяла, Габриэль Нарсисо
Габриэль Нарсисо Эскобар Айяла (исп. Gabriel Narciso Escobar Ayala SDB, 18 июня 1971 года, Асунсьон, Парагвай) — католический прелат, епископ апостольского викариата Чако-Парагвайо с 18 июня 2013 года. Член монашеской конгрегации салезианцев.

## Биография
Родился 18 июня 1971 года в Асунсьоне, Парагвай. Получил среднее образование в салезианском колледже Святейшего Сердца Иисуса в Асунсьоне. 31 января 1993 года вступил в монашескую конгрегацию салезианцев. 31 января 1999 года принёс вечные монашеские обеты. Изучал философию и теологию в Католическом университете Сантьяго-де-Чили, где получил лицензиат религиозного и светского образования. 10 февраля 2001 года был рукоположен в рукоположен в священника. Служил с 2001 года по 2004 год служил казначеем салезианской монашеской общины в Асунсьоне и капелланом в Военном ординариате Парагвая. С 2004 года по 2008 год служил викарием в храме Вознесения Пресвятой Девы Марии в Асунсьоне и с 2008 года по 2013 год — директором салезианского колледжа Святейшего Сердца Иисуса.
18 июня 2013 года Римский папа Франциск назначил Габриэля Нарсисо Эскобара Айялу ординарием апостольского викариата Чако-Парагвайо (был вакантным с 8 ноября 2011 года) и титулярным епископом Мидии. 3 августа 2013 года состоялось рукоположение в епископа, которое совершил вспомогательный епископ архиепархии Асунсьона Эдмундо Понсиано Валенсуэла Мельид в сослужении c Епархия Консепсьона (Парагвай)епископом Консепсьона Сакариасом Ортисом Ролоном и титулярным епископом Тубизы и епископом апостольского викариата Пилькомайо Люсио Альфертом.